# Alfred Jørgensen (1848-1925)
Alfred Jørgensen, född 16 oktober 1848, död 16 december 1925, var en dansk jäsningsfysiolog.
Alfred Jørgensen införde biologiska metoder i bryggeritekniken. Han utgav Die Mikroorganismen der Gärungsindustrie och redigerade Zymoteknisk Tidsskrift från 1885.